# Monumento (ciclismo)

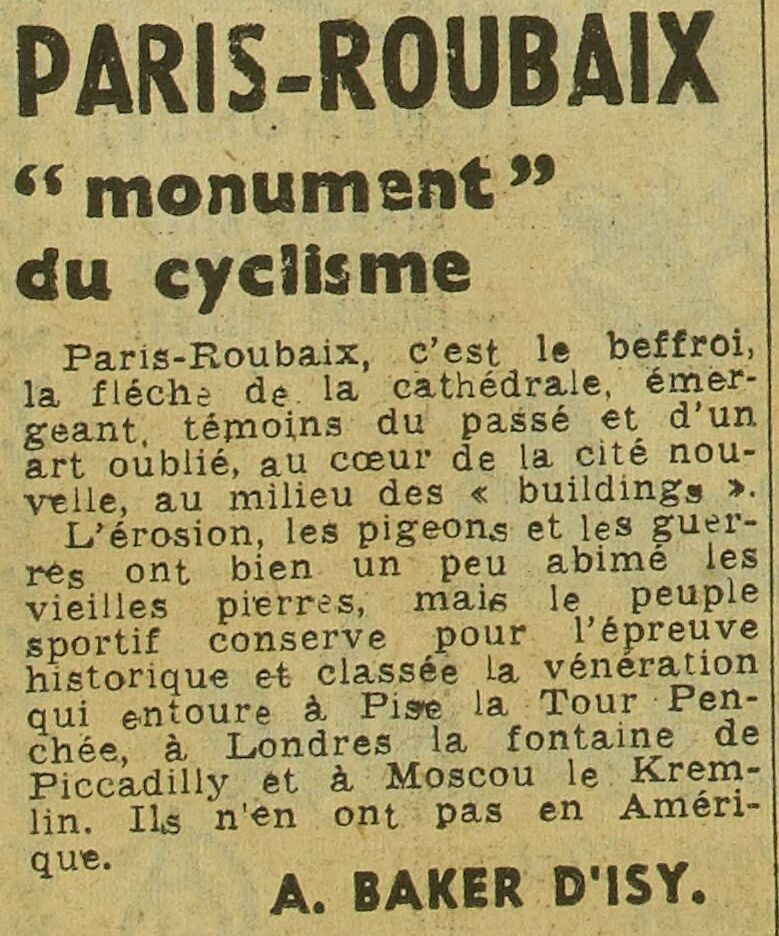
"Paris-Roubaix é monumento do ciclismo".

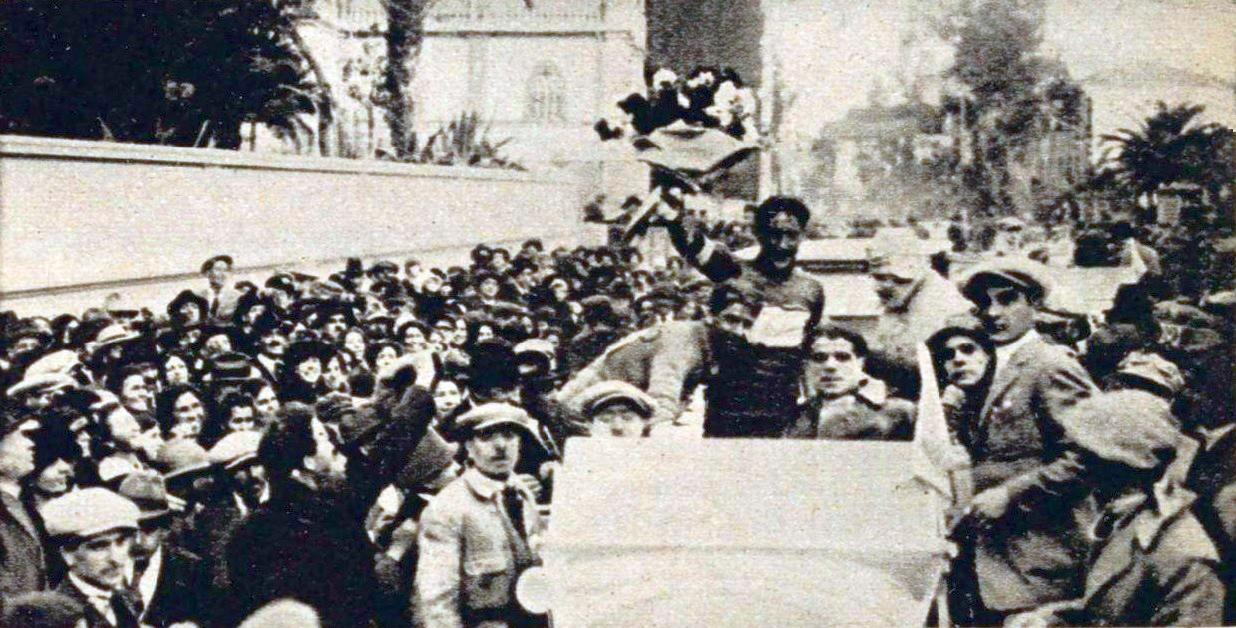
Costante Girardengo, vencedor da Milão Sanremo em 1923.

Em ciclismo, monumento é o conjunto das cinco corridas clássicas de maior história e prestígio no calendário internacional.
As cinco corridas foram estreadas antes da primeira guerra mundial e por sua ordem de disputa durante a temporada são: a Milão-Sanremo (Itália), Volta à Flandres (Bélgica), Paris-Roubaix (França), Liège-Bastogne-Liège (Bélgica) e o Giro de Lombardia (Itália). As quatro primeiras correm-se em primavera, enquanto a última disputa-se em outono.
Além de ser corridas de muita longevidade, têm a característica de ser as mais duras do calendário, não só pela sua quilometragem que é superior aos 200 km, mas também pelo seu percurso.
A cada uma delas tem uma característica diferente:
- Milão-Sanremo: chamada "a Classícissima" ou "a Primavera", é a mais longa de todas com quase 300 km. O perfil inclui várias ascensões perto do final da corrida ainda que com frequência decide-se em favor de um velocista.
- Volta à Flandres: é a "mais jovem" dos monumentos. Com algo mais de 250 km de percurso se caracteriza pelas subidas curtas e empinadas sobre calçada como o Koppenberg, o Kapelmuur e o Paterberg.
- Paris-Roubaix: chamada "O Inferno do Norte" ou "A Clássica das Clássicas", é o único monumento francês. Completamente plana, tem quase 260 km de percurso e sua dificuldade está nos quase 30 sectores de calçada que somam 50 quilómetros sobre esta superfície e com frequência com mau tempo. Entre estes sectores destacam-se a Trouée d'Arenberg, o Mons-en-Pévèle e o Carrefour de l'Arbre catalogados de 5 estrelas.
- Liège-Bastogne-Liège: chamada "A Decana" por ser o monumento mais antigo, tem ao redor de 260 km e percorre as Ardenas com várias rampas empinadas nos últimos 100 km. Estas cotas pelo geral são entre 10 e 12, e têm entre 1 e 3 quilómetros de comprimento ainda que algumas como a Cota da Haute-Levée tem 3,6 e a de Rosier 4,4.
- Giro de Lombardia: chamada "A Clássica das folhas mortas", pelo geral tem 240 ou 250 quilómetros de percurso. É o monumento que mais tem variado, tanto o ponto de partida como o percurso e o ponto de chegada. Tem um perfil mais montanhoso que os outros monumentos, com algumas subidas de até 10 km como a tradicional ascensão a Madonna do Ghisallo.

| Corrida                                     | País    | Data                    | Vencedor em mais ocasiões                                                                   |
| ------------------------------------------- | ------- | ----------------------- | ------------------------------------------------------------------------------------------- |
| Milão-Sanremo (Milano-San Remo)             | Itália  | 3.er sábado de março    | Eddy Merckx (7)                                                                             |
| Volta à Flandres (De Ronde van Vlaanderen)  | Bélgica | 1.er domingo de abril   | Fiorenzo Magni, Johan Museeuw, Eric Leman, Tom Boonen, Achiel Buysse, Fabian Cancellara (3) |
| Paris-Roubaix (Paris-Roubaix)               | França  | 2.º domingo de abril    | Roger De Vlaeminck e Tom Boonen (4)                                                         |
| Liège-Bastogne-Liège (Liège-Bastogne-Liège) | Bélgica | 4.º domingo de abril    | Eddy Merckx (5)                                                                             |
| Giro de Lombardia (Giro di Lombardia)       | Itália  | 1.er domingo de outubro | Fausto Coppi (5)                                                                            |

## Palmarés
| Ano  | Milão-Sanremo                    | Volta à Flandres                 | Paris-Roubaix                    | Liège-Bastogne-Liège            | Giro de Lombardia          |
| ---- | -------------------------------- | -------------------------------- | -------------------------------- | ------------------------------- | -------------------------- |
| 1892 |                                  |                                  |                                  | Léon Houa                       |                            |
| 1893 | Léon Houa                        |                                  |                                  |                                 |                            |
| 1894 | Léon Houa                        |                                  |                                  |                                 |                            |
| 1895 | não disputadas                   |                                  |                                  |                                 |                            |
| 1896 | não disputadas                   | Josef Fischer                    |                                  |                                 |                            |
| 1897 | não disputadas                   | Maurice Garin                    |                                  |                                 |                            |
| 1898 | não disputadas                   | Maurice Garin                    |                                  |                                 |                            |
| 1899 | não disputadas                   | Albert Champion                  |                                  |                                 |                            |
| 1900 | não disputadas                   | Emile Bouhours                   |                                  |                                 |                            |
| 1901 | não disputadas                   | Lucien Lesna                     |                                  |                                 |                            |
| 1902 | não disputadas                   | Lucien Lesna                     |                                  |                                 |                            |
| 1903 | não disputadas                   | Hippolyte Aucouturier            |                                  |                                 |                            |
| 1904 | não disputadas                   | Hippolyte Aucouturier            |                                  |                                 |                            |
| 1905 | não disputadas                   | Louis Trousselier                | Giovanni Gerbi                   |                                 |                            |
| 1906 | não disputadas                   | Henri Cornet                     | Cesare Brambilla                 |                                 |                            |
| 1907 | não disputadas                   | Lucien Petit-Breton              | Georges Passerieu                | Gustave Garrigou                |                            |
| 1908 | Cyrille Van Hauwaert             | Cyrille Van Hauwaert             | André Trousselier                | François Faber                  |                            |
| 1909 | Luigi Ganna                      | Octave Lapize                    | Victor Fastre                    | Giovanni Cuniolo                |                            |
| 1910 | Eugène Christophe                | Octave Lapize                    | não disputada                    | Giovanni Micheletto             |                            |
| 1911 | Gustave Garrigou                 | Octave Lapize                    | Joseph Van Daele                 | Henri Pélissier                 |                            |
| 1912 | Henri Pélissier                  | Charles Crupelandt               | Omer Verschoore                  | Carlo Oriani                    |                            |
| 1913 | Odile Defraye                    | Paul Deman                       | François Faber                   | Maurits Moritz                  | Henri Pélissier            |
| 1914 | Ugo Agostoni                     | Marcel Buysse                    | Charles Crupelandt               | não disputadas                  | Lauro Bordin               |
| 1915 | Ezio Corlaita                    | não disputadas                   | não disputadas                   | não disputadas                  | Gaetano Belloni            |
| 1916 | não disputada                    | não disputadas                   | não disputadas                   | não disputadas                  | Leopoldo Torricelli        |
| 1917 | Gaetano Belloni                  | não disputadas                   | não disputadas                   | não disputadas                  | Philippe Thys              |
| 1918 | Costante Girardengo              | não disputadas                   | não disputadas                   | não disputadas                  | Gaetano Belloni            |
| 1919 | Angelo Gremo                     | Henri Van Lerberghe              | Henri Pélissier                  | Léon Devos                      | Costante Girardengo        |
| 1920 | Gaetano Belloni                  | Jules Van Hevel                  | Paul Deman                       | Léon Scieur                     | Henri Pélissier            |
| 1921 | Costante Girardengo              | René Vermandel                   | Henri Pélissier                  | Louis Mottiat                   | Costante Girardengo        |
| 1922 | Giovanni Brunero                 | Léon Devos                       | Albert Dejonghe                  | Louis Mottiat                   | Costante Girardengo        |
| 1923 | Costante Girardengo              | Henri Suter                      | Henri Suter                      | René Vermandel                  | Giovanni Brunero           |
| 1924 | Pietro Linari                    | Gérard Debaets                   | Jules Van Hevel                  | René Vermandel                  | Giovanni Brunero           |
| 1925 | Costante Girardengo              | Julien Delbecque                 | Felix Sellier                    | George Ronsse                   | Alfredo Binda              |
| 1926 | Costante Girardengo              | Denis Verschueren                | Julien Delbecque                 | Dieudonne Smets                 | Alfredo Binda              |
| 1927 | Pietro Chesi                     | Gérard Debaets                   | Georges Ronsse                   | Maurice Raes                    | Alfredo Binda              |
| 1928 | Costante Girardengo              | Jan Mertens                      | André Leducq                     | Ernest Mottard                  | Gaetano Belloni            |
| 1929 | Alfredo Binda                    | Joseph Dervaes                   | Charles Meunier                  | Alfons Schepers                 | Pietro Fossati             |
| 1930 | Michele Mara                     | Frans Bonduel                    | Julien Vervaecke                 | Hermann Buse                    | Michele Mara               |
| 1931 | Alfredo Binda                    | Romain Gijssels                  | Gaston Rebry                     | Alfons Schepers                 | Alfredo Binda              |
| 1932 | Alfredo Bovet                    | Romain Gijssels                  | Romain Gijssels                  | Marcel Houyoux                  | Antonio Negrini            |
| 1933 | Learco Guerra                    | Alfons Schepers                  | Sylvère Maes                     | François Gardier                | Domenico Piemontesi        |
| 1934 | Joseph Demuysere                 | Gaston Rebry                     | Gaston Rebry                     | Theo Herckenrath                | Learco Guerra              |
| 1935 | Giuseppe Olmo                    | Louis Duerloo                    | Gaston Rebry                     | Alfons Schepers                 | Enrico Mollo               |
| 1936 | Angelo Varetto                   | Louis Hardiquest                 | Georges Speicher                 | Albert Beckaert                 | Gino Bartali               |
| 1937 | Cesare Del Cancia                | Michel D'Hooghe                  | Jules Rossi                      | Éloi Meulenberg                 | Aldo Bini                  |
| 1938 | Giuseppe Olmo                    | Edgard De Caluwé                 | Lucien Storme                    | Alphons Deloor                  | Cino Cinelli               |
| 1939 | Gino Bartali                     | Karel Kaers                      | Émile Masson                     | Albert Ritserveldt              | Gino Bartali               |
| 1940 | Gino Bartali                     | Achiel Buysse                    | não disputadas                   | não disputadas                  | Gino Bartali               |
| 1941 | Pierino Favalli                  | Achiel Buysse                    | não disputadas                   | não disputadas                  | Mario Ricci                |
| 1942 | Adolfo Leoni                     | Briek Schotte                    | não disputadas                   | não disputadas                  | Aldo Bini                  |
| 1943 | Cino Cinelli                     | Achiel Buysse                    | Marcel Kint                      | Richard Depoorter               | não disputadas             |
| 1944 | não disputadas                   | Rik Van Steenbergen              | Maurice Desimpelaere             | não disputadas                  | não disputadas             |
| 1945 | não disputadas                   | Sylvain Grysolle                 | Paul Maye                        | Jean Engels                     | Mario Ricci                |
| 1946 | Fausto Coppi                     | Rik Van Steenbergen              | Georges Claes                    | Prosper Depredomme              | Fausto Coppi               |
| 1947 | Gino Bartali                     | Emiel Faignaert                  | Georges Claes                    | Richard Depoorter               | Fausto Coppi               |
| 1948 | Fausto Coppi                     | Briek Schotte                    | Rik Van Steenbergen              | Maurice Mollin                  | Fausto Coppi               |
| 1949 | Fausto Coppi                     | Fiorenzo Magni                   | Serse Coppi André Mahé           | Camille Danguillaume            | Fausto Coppi               |
| 1950 | Gino Bartali                     | Fiorenzo Magni                   | Fausto Coppi                     | Prosper Depredomme              | Renzo Soldani              |
| 1951 | Louison Bobet                    | Fiorenzo Magni                   | Antonio Bevilacqua               | Ferdi Kübler                    | Louison Bobet              |
| 1952 | Loretto Petrucci                 | Roger Decock                     | Rik Van Steenbergen              | Ferdi Kübler                    | Giuseppe Minardi           |
| 1953 | Loretto Petrucci                 | Wim van Est                      | Germain Derijcke                 | Alois De Hertog                 | Bruno Landi                |
| 1954 | Rik Van Steenbergen              | Raymond Impanis                  | Raymond Impanis                  | Marcel Ernzer                   | Fausto Coppi               |
| 1955 | Germain Derycke                  | Louison Bobet                    | Jean Forestier                   | Stan Ockers                     | Cleto Maule                |
| 1956 | Alfred De Bruyne                 | Jean Forestier                   | Louison Bobet                    | Alfred De Bruyne                | André Darrigade            |
| 1957 | Miguel Poblet                    | Alfred De Bruyne                 | Alfred De Bruyne                 | Germain Derycke Frans Schoubben | Diego Ronchini             |
| 1958 | Rik Van Looy                     | Germain Derijcke                 | Leon Van Daele                   | Alfred De Bruyne                | Nino Defilippis            |
| 1959 | Miguel Poblet                    | Rik Van Looy                     | Noël Foré                        | Alfred De Bruyne                | Rik Van Looy               |
| 1960 | René Privat                      | Arthur Decabooter                | Pino Cerami                      | Albertus Geldermans             | Emile Daems                |
| 1961 | Raymond Poulidor                 | Tom Simpson                      | Rik Van Looy                     | Rik Van Looy                    | Vito Taccone               |
| 1962 | Emile Daems                      | Rik Van Looy                     | Rik Van Looy                     | Jef Planckaert                  | Jo de Roo                  |
| 1963 | Joseph Groussard                 | Noël Foré                        | Emile Daems                      | Frans Melckenbeeck              | Jo de Roo                  |
| 1964 | Tom Simpson                      | Rudi Altig                       | Peter Post                       | Willy Bocklant                  | Gianni Motta               |
| 1965 | Arie Den Hartog                  | Jo de Roo                        | Rik Van Looy                     | Carmine Preziosi                | Tom Simpson                |
| 1966 | Eddy Merckx                      | Edward Sels                      | Felice Gimondi                   | Jacques Anquetil                | Felice Gimondi             |
| 1967 | Eddy Merckx                      | Dino Zandegù                     | Jan Janssen                      | Walter Godefroot                | Franco Bitossi             |
| 1968 | Rudi Altig                       | Walter Godefroot                 | Eddy Merckx                      | Valere Van Sweevelt             | Herman Van Springel        |
| 1969 | Eddy Merckx                      | Eddy Merckx                      | Walter Godefroot                 | Eddy Merckx                     | Jean-Pierre Monseré        |
| 1970 | Michele Dancelli                 | Eric Leman                       | Eddy Merckx                      | Roger De Vlaeminck              | Franco Bitossi             |
| 1971 | Eddy Merckx                      | Evert Dolman                     | Roger Rosiers                    | Eddy Merckx                     | Eddy Merckx                |
| 1972 | Eddy Merckx                      | Eric Leman                       | Roger De Vlaeminck               | Eddy Merckx                     | Eddy Merckx                |
| 1973 | Roger De Vlaeminck               | Eric Leman                       | Eddy Merckx                      | Eddy Merckx                     | Felice Gimondi             |
| 1974 | Felice Gimondi                   | Cees Bal                         | Roger De Vlaeminck               | Georges Pintens                 | Roger De Vlaeminck         |
| 1975 | Eddy Merckx                      | Eddy Merckx                      | Roger De Vlaeminck               | Eddy Merckx                     | Francesco Moser            |
| 1976 | Eddy Merckx                      | Walter Planckaert                | Marc Demeyer                     | Joseph Bruyère                  | Roger De Vlaeminck         |
| 1977 | Jan Raas                         | Roger De Vlaeminck               | Roger De Vlaeminck               | Bernard Hinault                 | Gianbattista Baronchelli   |
| 1978 | Roger De Vlaeminck               | Walter Godefroot                 | Francesco Moser                  | Joseph Bruyère                  | Francesco Moser            |
| 1979 | Roger De Vlaeminck               | Jan Raas                         | Francesco Moser                  | Dietrich Thurau                 | Bernard Hinault            |
| 1980 | Pierino Gavazzi                  | Michel Pollentier                | Francesco Moser                  | Bernard Hinault                 | Fons De Wolf               |
| 1981 | Fons De Wolf                     | Hennie Kuiper                    | Bernard Hinault                  | Josef Fuchs                     | Hennie Kuiper              |
| 1982 | Marc Gomez                       | René Martens                     | Jan Raas                         | Silvano Contini                 | Giuseppe Saronni           |
| 1983 | Giuseppe Saronni                 | Jan Raas                         | Hennie Kuiper                    | Steven Rooks                    | Sean Kelly                 |
| 1984 | Francesco Moser                  | Johan Lammerts                   | Sean Kelly                       | Sean Kelly                      | Bernard Hinault            |
| 1985 | Hennie Kuiper                    | Eric Vanderaerden                | Marc Madiot                      | Moreno Argentin                 | Sean Kelly                 |
| 1986 | Sean Kelly                       | Adri van der Poel                | Sean Kelly                       | Moreno Argentin                 | Gianbattista Baronchelli   |
| 1987 | Erich Maechler                   | Claude Criquielion               | Eric Vanderaerden                | Moreno Argentin                 | Moreno Argentin            |
| 1988 | Laurent Fignon                   | Eddy Planckaert                  | Dirk Demol                       | Adri van der Poel               | Charly Mottet              |
| 1989 | Laurent Fignon                   | Edwig Van Hooydonck              | Jean-Marie Wampers               | Sean Kelly                      | Tony Rominger              |
| 1990 | Gianni Bugno                     | Moreno Argentin                  | Eddy Planckaert                  | Eric Van Lancker                | Gilles Delion              |
| 1991 | Claudio Chiappucci               | Edwig Van Hooydonck              | Marc Madiot                      | Moreno Argentin                 | Sean Kelly                 |
| 1992 | Sean Kelly                       | Jacky Durand                     | Gilbert Duclos-Lassalle          | Dirk De Wolf                    | Tony Rominger              |
| 1993 | Maurizio Fondriest               | Johan Museeuw                    | Gilbert Duclos-Lassalle          | Rolf Sørensen                   | Pascal Richard             |
| 1994 | Giorgio Furlan                   | Gianni Bugno                     | Andrei Tchmil                    | Evgueni Berzin                  | Vladislav Bobrik           |
| 1995 | Laurent Jalabert                 | Johan Museeuw                    | Franco Ballerini                 | Mauro Gianetti                  | Gianni Faresin             |
| 1996 | Gabriele Colombo                 | Michele Bartoli                  | Johan Museeuw                    | Pascal Richard                  | Andrea Tafi                |
| 1997 | Erik Zabel                       | Rolf Sørensen                    | Frédéric Guesdon                 | Michele Bartoli                 | Laurent Jalabert           |
| 1998 | Erik Zabel                       | Johan Museeuw                    | Franco Ballerini                 | Michele Bartoli                 | Oscar Camenzind            |
| 1999 | Andrei Tchmil                    | Peter Van Petegem                | Andrea Tafi                      | Frank Vandenbroucke             | Mirko Celestino            |
| 2000 | Erik Zabel                       | Andrei Tchmil                    | Johan Museeuw                    | Paolo Bettini                   | Raimondas Rumsas           |
| 2001 | Erik Zabel                       | Gianluca Bortolami               | Servais Knaven                   | Oscar Camenzind                 | Danilo Di Luca             |
| 2002 | Mario Cipollini                  | Andrea Tafi                      | Johan Museeuw                    | Paolo Bettini                   | Michele Bartoli            |
| 2003 | Paolo Bettini                    | Peter Van Petegem                | Peter Van Petegem                | Tyler Hamilton                  | Michele Bartoli            |
| 2004 | Óscar Freire                     | Steffen Wesemann                 | Magnus Bäckstedt                 | Davide Rebellin                 | Damiano Cunego             |
| 2005 | Alessandro Petacchi              | Tom Boonen                       | Tom Boonen                       | Aleksandr Vinokúrov             | Paolo Bettini              |
| 2006 | Filippo Pozzato                  | Tom Boonen                       | Fabian Cancellara                | Alejandro Valverde              | Paolo Bettini              |
| 2007 | Óscar Freire                     | Alessandro Ballan                | Stuart O'Grady                   | Danilo Di Luca                  | Damiano Cunego             |
| 2008 | Fabian Cancellara                | Stijn Devolder                   | Tom Boonen                       | Alejandro Valverde              | Damiano Cunego             |
| 2009 | Mark Cavendish                   | Stijn Devolder                   | Tom Boonen                       | Andy Schleck                    | Philippe Gilbert           |
| 2010 | Óscar Freire                     | Fabian Cancellara                | Fabian Cancellara                | Aleksandr Vinokúrov             | Philippe Gilbert           |
| 2011 | Matthew Goss                     | Nick Nuyens                      | Johan Vansummeren                | Philippe Gilbert                | Oliver Zaugg               |
| 2012 | Simon Gerrans                    | Tom Boonen                       | Tom Boonen                       | Maxim Iglinskiy                 | Joaquim Rodríguez          |
| 2013 | Gerald Ciolek                    | Fabian Cancellara                | Fabian Cancellara                | Daniel Martin                   | Joaquim Rodríguez          |
| 2014 | Alexander Kristoff               | Fabian Cancellara                | Niki Terpstra                    | Simon Gerrans                   | Daniel Martin              |
| 2015 | John Degenkolb                   | Alexander Kristoff               | John Degenkolb                   | Alejandro Valverde              | Vincenzo Nibali            |
| 2016 | Arnaud Démare                    | Peter Sagan (SVK)                | Matthew Hayman                   | Wout Poels                      | Esteban Chaves             |
| 2017 | Michał Kwiatkowski               | Philippe Gilbert                 | Greg Van Avermaet                | Alejandro Valverde              | Vincenzo Nibali            |
| 2018 | Vincenzo Nibali                  | Niki Terpstra                    | Peter Sagan (SVK)                | Bob Jungels                     | Thibaut Pinot              |
| 2019 | Julian Alaphilippe (FRA)         | Alberto Bettiol (ITA)            | Philippe Gilbert (BEL) (5/5)     | Jakob Fuglsang (DEN)            | Bauke Mollema (NED)        |
| 2020 | Wout van Aert (BEL)              | Mathieu van der Poel (NED)(1/7)  | Não disputado                    | Primož Roglič (SLO)             | Jakob Fuglsang (DEN) (2/2) |
| 2021 | Jasper Stuyven (BEL)             | Kasper Asgreen (DEN)             | Sonny Colbrelli (ITA)            | Tadej Pogačar (SLO) (1/7)       | Tadej Pogačar (SLO) (2/7)  |
| 2022 | Matej Mohorič (SLO)              | Mathieu van der Poel (NED) (2/6) | Dylan van Baarle (NED)           | Remco Evenepoel (BEL) (1/2)     | Tadej Pogačar (SLO) (2/7)  |
| 2023 | Mathieu van der Poel (NED) (3/7) | Tadej Pogačar (SLO) (4/7)        | Mathieu van der Poel (NED) (4/7) | Remco Evenepoel (BEL) (2/2)     | Tadej Pogačar (SLO) (5/7)  |
| 2024 | Jasper Philipsen (BEL)           | Mathieu van der Poel (NED) (5/7) | Mathieu van der Poel (NED) (6/7) | Tadej Pogačar (SLO) (6/7)       | Tadej Pogačar (SLO) (7/7)  |
| 2025 | Mathieu van der Poel (NED) (7/7) | Volta à Flandres                 | Paris-Roubaix                    | Liège-Bastogne-Liège            | Giro de Lombardia          |

## Mais vitórias

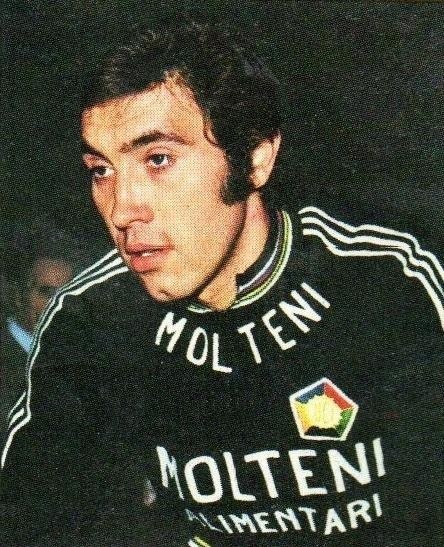
Eddy Merckx em 1974

Os únicos ciclistas que têm conseguido ganhar os cinco "monumentos" ao longo de sua trajectória desportiva têm sido os belgas Eddy Merckx, Roger De Vlaeminck e Rik Van Looy:
| Ciclista           | MSR | RVV | PR | LBL | GdL | Total |
| ------------------ | --- | --- | -- | --- | --- | ----- |
| Eddy Merckx        | 7   | 2   | 3  | 5   | 2   | 19    |
| Roger De Vlaeminck | 3   | 1   | 4  | 1   | 2   | 11    |
| Rik Van Looy       | 1   | 2   | 3  | 1   | 1   | 8     |

Os ciclistas que conseguiram se impor em mais monumentos:
| Ciclista             | MSR | RVV | PR | LBL | GdL | Total |
| -------------------- | --- | --- | -- | --- | --- | ----- |
| Eddy Merckx          | 7   | 2   | 3  | 5   | 2   | 19    |
| Roger De Vlaeminck   | 3   | 1   | 4  | 1   | 2   | 11    |
| Sean Kelly           | 2   |     | 2  | 2   | 3   | 9     |
| Fausto Coppi         | 3   |     | 1  |     | 5   | 9     |
| Costante Girardengo  | 6   |     |    |     | 3   | 9     |
| Rik Van Looy         | 1   | 2   | 3  | 1   | 1   | 8     |
| Mathieu van der Poel | 2   | 3   | 2  |     |     | 7     |
| Tadej Pogačar        |     | 1   |    | 2   | 4   | 7     |
| Fabian Cancellara    | 1   | 3   | 3  |     |     | 7     |
| Tom Boonen           |     | 3   | 4  |     |     | 7     |
| Gino Bartali         | 4   |     |    |     | 3   | 7     |
| Alfred De Bruyne     | 1   | 1   | 1  | 3   |     | 6     |
| Francesco Moser      | 1   |     | 3  |     | 2   | 6     |
| Alfredo Binda        | 2   |     |    |     | 4   | 6     |
| Johan Musseuw        |     | 3   | 3  |     |     | 6     |
| Moreno Argentin      |     | 1   |    | 4   | 1   | 6     |
| Henri Pélissier      | 1   |     | 2  |     | 3   | 6     |
| Gaetano Belloni      | 2   |     |    |     | 3   | 5     |
| Paolo Bettini        | 1   |     |    | 2   | 2   | 5     |
| Michele Bartoli      |     | 1   |    | 2   | 2   | 5     |
| Rik Van Steenbergen  | 1   | 2   | 2  |     |     | 5     |
| Bernard Hinault      |     |     | 1  | 2   | 2   | 5     |
| Philippe Gilbert     |     | 1   | 1  | 1   | 2   | 5     |
| Gaston Rebry         |     | 1   | 3  |     |     | 4     |
| Alfons Schepers      |     | 1   |    | 3   |     | 4     |
| Louison Bobet        | 1   | 1   | 1  |     | 1   | 4     |
| Germain Derycke      | 1   | 1   | 1  | 1   |     | 4     |
| Hennie Kuiper        | 1   | 1   | 1  |     | 1   | 4     |
| Jan Raas             | 1   | 2   | 1  |     |     | 4     |
| Felice Gimondi       | 1   |     | 1  |     | 2   | 4     |
| Walter Godefroot     |     | 2   | 1  | 1   |     | 4     |
| Erik Zabel           | 4   |     |    |     |     | 4     |
| Alejandro Valverde   |     |     |    | 4   |     | 4     |
| Léon Houa            |     |     |    | 3   |     | 3     |
| Octave Lapize        |     |     | 3  |     |     | 3     |
| René Vermandel       |     | 1   |    | 2   |     | 3     |
| Giovanni Brunero     | 1   |     |    |     | 2   | 3     |
| Romain Gijssels      |     | 2   | 1  |     |     | 3     |
| Achiel Buysse        |     | 3   |    |     |     | 3     |
| Fiorenzo Magni       |     | 3   |    |     |     | 3     |
| Jo de Roo            |     | 1   |    |     | 2   | 3     |
| Emile Daems          | 1   |     | 1  |     | 1   | 3     |
| Tom Simpson          | 1   | 1   |    |     | 1   | 3     |
| Eric Leman           |     | 3   |    |     |     | 3     |
| / Andrei Tchmil      | 1   | 1   | 1  |     |     | 3     |
| Andrea Tafi          |     | 1   | 1  |     | 1   | 3     |
| Peter Van Petegem    |     | 2   | 1  |     |     | 3     |
| Oscar Freire         | 3   |     |    |     |     | 3     |
| Damiano Cunego       |     |     |    |     | 3   | 3     |
| Vincenzo Nibali      | 1   |     |    |     | 2   | 3     |

Ciclistas a azul ainda se encontram no ativo. A dourado assinalados recordes de vitórias.

### Vitórias por país
| Rank | País           | MSR | RVV | PR | LBL | GdL | Total |
| ---- | -------------- | --- | --- | -- | --- | --- | ----- |
| 1    | Bélgica        | 23  | 69  | 57 | 61  | 12  | 222   |
| 2    | Itália         | 51  | 11  | 14 | 12  | 69  | 157   |
| 3    | França         | 14  | 3   | 28 | 5   | 12  | 62    |
| 4    | Países Baixos  | 5   | 13  | 9  | 4   | 4   | 35    |
| 5    | Suíça          | 2   | 4   | 4  | 6   | 5   | 21    |
| 6    | Alemanha       | 7   | 2   | 2  | 2   | 0   | 13    |
| 7    | Irlanda        | 2   | 0   | 2  | 3   | 4   | 11    |
| 7    | Espanha        | 5   | 0   | 0  | 4   | 2   | 11    |
| 9    | Eslovênia      | 1   | 1   | 0  | 3   | 4   | 9     |
| 10   | Austrália      | 2   | 0   | 2  | 1   | 0   | 5     |
| 10   | Dinamarca      | 0   | 2   | 0  | 2   | 1   | 5     |
| 10   | Luxemburgo     | 0   | 0   | 1  | 3   | 1   | 5     |
| 13   | Grã-Bretanha   | 2   | 1   | 0  | 0   | 1   | 4     |
| 14   | Cazaquistão    | 0   | 0   | 0  | 3   | 0   | 3     |
| 15   | Noruega        | 1   | 1   | 0  | 0   | 0   | 2     |
| 15   | Rússia         | 0   | 0   | 0  | 1   | 1   | 2     |
| 15   | Eslováquia     | 0   | 1   | 1  | 0   | 0   | 2     |
| 18   | Colômbia       | 0   | 0   | 0  | 0   | 1   | 1     |
| 18   | Lituânia       | 0   | 0   | 0  | 0   | 1   | 1     |
| 18   | Moldávia       | 0   | 0   | 1  | 0   | 0   | 1     |
| 18   | Polónia        | 1   | 0   | 0  | 0   | 0   | 1     |
| 18   | Suécia         | 0   | 0   | 1  | 0   | 0   | 1     |
| 18   | Estados Unidos | 0   | 0   | 0  | 1   | 0   | 1     |

## Ciclismo feminino
Ambos os 'monumentos' belgas - o Tour de Flandres e Liège-Bastogne-Liège - organizam eventos femininos no mesmo dia e, em parte, no mesmo curso dos eventos masculinos. Uma versão feminina da Milão-San Remo, chamada Primavera Rosa, foi iniciada em 1999, mas cancelada após 2005. A primeira edição da Paris-Roubaix feminina ocorreu em outubro de 2021, após o cancelamento da edição de 2020 devido à pandemia de COVID-19. A corrida de 2021 foi vencida por Lizzie Deignan, que se tornou a primeira mulher a ganhar a tripla coroa dos três monumentos existentes, tendo vencido 'Ronde van Vlaanderen' em 2016, e Liege-Bastogne-Liege em 2020.

### Palmarés
| Ano  | Milan–San Remo                         | Tour of Flanders                       | Paris–Roubaix                    | Liège–Bastogne–Liège             | Giro di Lombardia |
| ---- | -------------------------------------- | -------------------------------------- | -------------------------------- | -------------------------------- | ----------------- |
| 1999 | Sara Felloni (ITA)                     | Não disputado                          | Não disputado                    | Não disputado                    | Não disputado     |
| 2000 | Diana Žiliūtė (LTU)                    | Não disputado                          | Não disputado                    | Não disputado                    | Não disputado     |
| 2001 | Susanne Ljungskog (SWE)                | Não disputado                          | Não disputado                    | Não disputado                    | Não disputado     |
| 2002 | Mirjam Melchers-van Poppel (NED) (1/3) | Não disputado                          | Não disputado                    | Não disputado                    | Não disputado     |
| 2003 | Zoulfia Zabirova (RUS) (1/3)           | Não disputado                          | Não disputado                    | Não disputado                    | Não disputado     |
| 2004 | Zoulfia Zabirova (RUS) (2/3)           | Zoulfia Zabirova (RUS) (3/3)           | Não disputado                    | Não disputado                    | Não disputado     |
| 2005 | Trixi Worrack (GER)                    | Mirjam Melchers-van Poppel (NED) (2/3) | Não disputado                    | Não disputado                    | Não disputado     |
| 2006 | Não disputado                          | Mirjam Melchers-van Poppel (NED) (3/3) | Não disputado                    | Não disputado                    | Não disputado     |
| 2007 | Não disputado                          | Nicole Cooke (GBR)                     | Não disputado                    | Não disputado                    | Não disputado     |
| 2008 | Não disputado                          | Judith Arndt (GER) (1/2)               | Não disputado                    | Não disputado                    | Não disputado     |
| 2009 | Não disputado                          | Ina-Yoko Teutenberg (GER)              | Não disputado                    | Não disputado                    | Não disputado     |
| 2010 | Não disputado                          | Grace Verbeke (BEL)                    | Não disputado                    | Não disputado                    | Não disputado     |
| 2011 | Não disputado                          | Annemiek van Vleuten (NED) (1/4)       | Não disputado                    | Não disputado                    | Não disputado     |
| 2012 | Não disputado                          | Judith Arndt (GER) (2/2)               | Não disputado                    | Não disputado                    | Não disputado     |
| 2013 | Não disputado                          | Marianne Vos (NED)                     | Não disputado                    | Não disputado                    | Não disputado     |
| 2014 | Não disputado                          | Ellen van Dijk (NED)                   | Não disputado                    | Não disputado                    | Não disputado     |
| 2015 | Não disputado                          | Elisa Longo Borghini (ITA) (1/3)       | Não disputado                    | Não disputado                    | Não disputado     |
| 2016 | Não disputado                          | Lizzie Armitstead (GBR) (1/3)          | Não disputado                    | Não disputado                    | Não disputado     |
| 2017 | Não disputado                          | Coryn Rivera (USA)                     | Não disputado                    | Anna van der Breggen (NED) (1/3) | Não disputado     |
| 2018 | Não disputado                          | Anna van der Breggen (NED) (2/3)       | Não disputado                    | Anna van der Breggen (NED) (3/3) | Não disputado     |
| 2019 | Não disputado                          | Marta Bastianelli (ITA)                | Não disputado                    | Annemiek van Vleuten (NED) (2/4) | Não disputado     |
| 2020 | Não disputado                          | Chantal van den Broek-Blaak (NED)      | Não disputado                    | Lizzie Deignan (GBR) (2/3)       | Não disputado     |
| 2021 | Não disputado                          | Annemiek van Vleuten (NED) (3/4)       | Lizzie Deignan (GBR) (3/3)       | Demi Vollering (NED) (1/2)       | Não disputado     |
| 2022 | Não disputado                          | Lotte Kopecky (BEL) (1/3)              | Elisa Longo Borghini (ITA) (2/3) | Annemiek van Vleuten (NED) (4/4) | Não disputado     |
| 2023 | Não disputado                          | Lotte Kopecky (BEL) (2/3)              | Alison Jackson (CAN)             | Demi Vollering (NED) (2/2)       | Não disputado     |
| 2024 | Não disputado                          | Elisa Longo Borghini (ITA) (3/3)       | Lotte Kopecky (BEL) (3/3)        | Grace Brown (AUS)                | Não disputado     |
| Ano  | Milan–San Remo                         | Tour of Flanders                       | Paris–Roubaix                    | Liège–Bastogne–Liège             | Giro di Lombardia |

### Mais vitórias
| Rank | Ciclistas                  | M–S | ToF | P–R | L–B–L | GdL | Total |
| ---- | -------------------------- | --- | --- | --- | ----- | --- | ----- |
| 1    | Annemiek van Vleuten       | 0   | 2   | 0   | 2     | 0   | 4     |
| 2    | Zoulfia Zabirova           | 2   | 1   | 0   | 0     | 0   | 3     |
| 2    | Mirjam Melchers-van Poppel | 1   | 2   | 0   | 0     | 0   | 3     |
| 2    | Anna van der Breggen       | 0   | 1   | 0   | 2     | 0   | 3     |
| 2    | Reino Unido Lizzie Deignan | 0   | 1   | 1   | 1     | 0   | 3     |
| 2    | Elisa Longo Borghini       | 0   | 2   | 1   | 0     | 0   | 3     |
| 2    | Lotte Kopecky              | 0   | 2   | 1   | 0     | 0   | 3     |
| 8    | Judith Arndt               | 0   | 2   | 0   | 0     | 0   | 2     |
| 8    | Demi Vollering             | 0   | 0   | 0   | 2     | 0   | 2     |

### Vitórias por país
| Rank | País           | M–S | ToF | P–R | L–B–L | GdL | Total |
| ---- | -------------- | --- | --- | --- | ----- | --- | ----- |
| 1    | Países Baixos  | 1   | 8   | 0   | 6     | 0   | 15    |
| 2    | Itália         | 1   | 3   | 1   | 0     | 0   | 5     |
| 3    | Alemanha       | 1   | 3   | 0   | 0     | 0   | 4     |
| 3    | Reino Unido    | 0   | 2   | 1   | 1     | 0   | 4     |
| 3    | Bélgica        | 0   | 3   | 1   | 0     | 0   | 4     |
| 6    | Rússia         | 2   | 1   | 0   | 0     | 0   | 3     |
| 7    | Canadá         | 0   | 0   | 1   | 0     | 0   | 1     |
| 7    | Lituânia       | 1   | 0   | 0   | 0     | 0   | 1     |
| 7    | Suécia         | 1   | 0   | 0   | 0     | 0   | 1     |
| 7    | Estados Unidos | 0   | 1   | 0   | 0     | 0   | 1     |
| 7    | Austrália      | 0   | 0   | 0   | 1     | 0   | 1     |